# Vasum
Vasum is een geslacht van weekdieren uit de klasse van de Gastropoda (slakken).

## Soorten
- Vasum armatum (Broderip, 1833)
- Vasum caestus (Broderip, 1833)
- Vasum capitellum (Linnaeus, 1758)
- Vasum cassiforme (Kiener, 1840)
- Vasum ceramicum (Linnaeus, 1758)
- Vasum crosseanum (Souverbie, 1875)
- Vasum globulus (Lamarck, 1816)
- Vasum lactisfloris Ferrario, 1983
- Vasum latiriforme Rehder & Abbott, 1951
- Vasum muricatum (Born, 1778)
- Vasum rhinoceros (Gmelin, 1791)
- Vasum stephanti Emerson & Sage, 1988
- Vasum truncatum (Sowerby III, 1892)
- Vasum tubiferum (Anton, 1838)
- Vasum turbinellus (Linnaeus, 1758)